# Mistrzostwa Świata w Biegach Przełajowych 2008
36. Mistrzostwa Świata w Biegach Przełajowych – zawody lekkoatletyczne, które odbyły się 30 marca 2008 roku w Edynburgu (Szkocja).
Decyzja o przyznaniu organizacji zawodów Edynburgowi została podjęta przez IAAF w listopadzie 2006.

## Rezultaty

### Seniorzy

#### Indywidualnie
| Medal  | Zawodnik        | Czas      |
| ------ | --------------- | --------- |
| Złoto  | Kenenisa Bekele | 34:38 min |
| Srebro | Leonard Komon   | 34:41 min |
| Brąz   | Zersenay Tadese | 34:43 min |
|        | Rezultaty       |           |

#### Drużynowo
| Medal  | Zawodnik | Punkty  |
| ------ | --- | ------- |
| Złoto  | Kenia Leonard Komon (2) Joseph Ebuya (4) Moses Ndiema Masai (5) Gideon Ngatuny (7) Bernard Kipyego (10) Hosea Macharinyang (11)                           | 39 pkt  |
| Srebro | Etiopia Kenenisa Bekele (1) Habtamu Fikadu (9) Sileshi Sihine (15) Gebre-egziabher Gebremariam (17) Dereje Debele (21) Abebe Dinkesa (42)                 | 105 pkt |
| Brąz   | Katar Felix Kikwai Kibore (6) Ahmad Hassan Abdullah (8) Sultan Khamis Zaman (22) Mubarak Hassan Shami (25) Gamal Belal Salem (34) Essa Ismail Rashed (49) | 144 pkt |
|        | Rezultaty |         |

### Kobiety

#### Indywidualnie
| Medal  | Zawodnik        | Czas      |
| ------ | --------------- | --------- |
| Złoto  | Tirunesh Dibaba | 25:10 min |
| Srebro | Mestawet Tufa   | 25:15 min |
| Brąz   | Linet Masai     | 25:18 min |
|        | Rezultaty       |           |

#### Drużynowo
| Medal  | Zawodnik                                                                                        | Punkty |
| ------ | ----------------------------------------------------------------------------------------------- | ------ |
| Złoto  | Etiopia Tirunesh Dibaba (1) Mestawet Tufa (2) Gelete Burka (6) Meselech Melkamu (9)             | 18 pkt |
| Srebro | Kenia Linet Masai (3) Doris Changeywo (4) Priscah Cherono (7) Margaret Muriuki (8)              | 22 pkt |
| Brąz   | Australia Benita Johnson (11) Lisa Jane Weightman (20) Melissa Rollison (26) Anna Thompson (27) | 84 pkt |
|        | Rezultaty                                                                                       |        |

### Juniorzy

#### Indywidualnie
| Medal  | Zawodnik       | Czas      |
| ------ | -------------- | --------- |
| Złoto  | Ibrahim Jeilan | 22:38 min |
| Srebro | Ayele Abshero  | 22:40 min |
| Brąz   | Lucas Rotich   | 22:42 min |
|        | Rezultaty      |           |

#### Drużynowo
| Medal  | Zawodnik  | Punkty |
| ------ | --------- | ------ |
| Złoto  | Kenia     | 21 pkt |
| Srebro | Etiopia   | 28 pkt |
| Brąz   | Uganda    | 37 pkt |
|        | Rezultaty |        |

### Juniorki

#### Indywidualnie
| Medal  | Zawodnik           | Czas      |
| ------ | ------------------ | --------- |
| Złoto  | Genzebe Dibaba     | 19:59 min |
| Srebro | Irine Cheptai      | 20:04 min |
| Brąz   | Emebet Itaa Bedada | 20:06 min |
|        | Rezultaty          |           |

#### Drużynowo
| Medal  | Zawodnik  | Punkty |
| ------ | --------- | ------ |
| Złoto  | Etiopia   | 16 pkt |
| Srebro | Kenia     | 20 pkt |
| Brąz   | Japonia   | 57 pkt |
|        | Rezultaty |        |

## Tabela medalowa
| Miejsce | Kraj      | Złoto | Srebro | Brąz | Razem |
| 1.      | Etiopia   | 6     | 4      | 1    | 11    |
| 2.      | Kenia     | 2     | 4      | 2    | 8     |
| 3.      | Erytrea   | 0     | 0      | 1    | 1     |
| 3.      | Katar     | 0     | 0      | 1    | 1     |
| 3.      | Australia | 0     | 0      | 1    | 1     |
| 3.      | Uganda    | 0     | 0      | 1    | 1     |
| 3.      | Japonia   | 0     | 0      | 1    | 1     |